# 卡托加

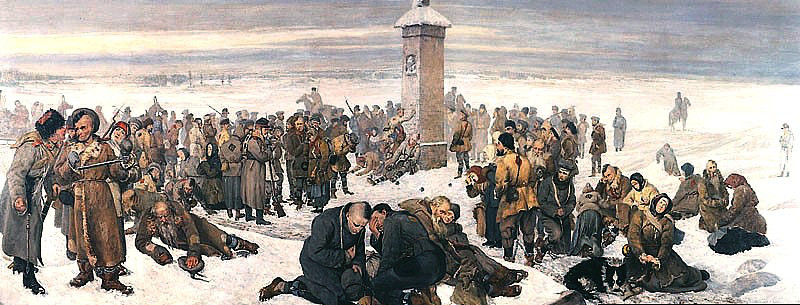
亞歷山大·索哈切夫斯基的「Farewell to Europe」

卡托加（俄语：ка́торга，羅馬化：katorga，發音：[ˈkatərgə]；出自中古希腊语，原意“桨帆船”），是俄羅斯沙皇時代和苏联时期對罪犯實行的勞改制度，囚犯被發配到廣大無人居住的西伯利亞与俄罗斯远东地區被迫從事艱苦的勞動。

## 歷史
卡托加是俄羅斯帝國正常司法系统一部分，與後來蘇聯勞改營很相似。
卡托加成立於17世紀，主要建立在俄羅斯中西伯利亞與遠東地區。附近通常有一些城堡，囚犯在卡托加中一般負責屯田。1847年俄羅斯修改刑法，後卡托加成為發配政治犯常用手段，最終成为古拉格。
随着1847年俄罗斯刑法的修改，流放与卡托加成为参与俄罗斯帝国境内起义参与者的普遍刑罚。这导致送往西伯利亚的波兰人数量增加。一些人留在了那里，形成了西伯利亚的波兰少数民族。
卡托加劳改营最常见的工作是采矿与伐木。

## 著名囚犯

### 格鲁吉亚人
- 约瑟夫·斯大林，1902年与1908年两度逃脱，1913年至1917年被囚于葉尼塞河的一座卡托加劳改营，俄國二月革命时獲释。

### 俄罗斯人
- 亚历山大·拉季舍夫，作家与社会评论家，叶卡捷琳娜二世时期被逮捕并流放。
- 費奧多爾·陀思妥耶夫斯基，作家，1849年至1854年由于反对沙皇尼古拉一世的革命活动被囚。
- 尼古拉·车尔尼雪夫斯基，1864年至1872年由于民粹革命活动被囚。
- 达维德·梁赞诺夫
- 十二月党人
- 范妮·卡普兰，俄国革命者，试图刺杀列宁。

### 波兰人
- 费利克斯·捷尔任斯基，契卡创始人。因革命活动1897年与1900年两次被囚，均逃脱。
- 扬·切尔斯基
- 布羅尼斯瓦夫·畢蘇斯基
- 约瑟夫·毕苏斯基

### 乌克兰人
- 塔拉斯·谢甫琴科，诗人与艺术家。1847年至1857年由于反对沙皇尼古拉一世的革命活动被囚。

### 猶太人
- 列夫·托洛茨基

## 苏联时期
1917年俄国革命后，布尔什维克接管了俄国的刑罚系统，逐步将卡托加转变为古拉格劳改营，至1960年苏联内务部下令关闭为止。

## 外部連結
- P.Kropotkin: In Russian and French Prisons（页面存档备份，存于）